# Магницький Леонтій Пилипович
Магницький Леонтій Пилипович (9 (19) червня 1669 — 19 (30) жовтня 1739, Москва) — російський математик і педагог, учень київської Академії.
За деякими джерелами, народився в Осташковській патріаршій слободі Тверської губернії (тепер Тверська область), закінчив Слов'яно-греко-латинську академію в Москві. З 1701 до 1739 року викладав математику в Московській школі математичних і навігаційних наук.
Праця Магницького «Арифметика» (1703) до середини 18 століття була основним посібником з математики в Росії. Крім того, Магницький (у співавторстві з деякими викладачами школи) 1703 року видав таблицю логарифмів, синусів, тангенсів і секансів, а 1722 року самостійно — «Таблиці горизонтальних північних і південних широт».